# Lotus 102B
Chronologie des modèles (1991)
Lotus 102 Lotus 102D
La Lotus 102B est la monoplace de Formule 1 engagée par l'écurie Team Lotus pour la saison 1991 de Formule 1. Évolution de la Lotus 102, elle troque le moteur Lamborghini contre un V8 Judd. Elle participe à seize courses et permet à Lotus de se classer neuvième du championnat du monde avec trois points, acquis par Mika Häkkinen et Julian Bailey.

## Historique

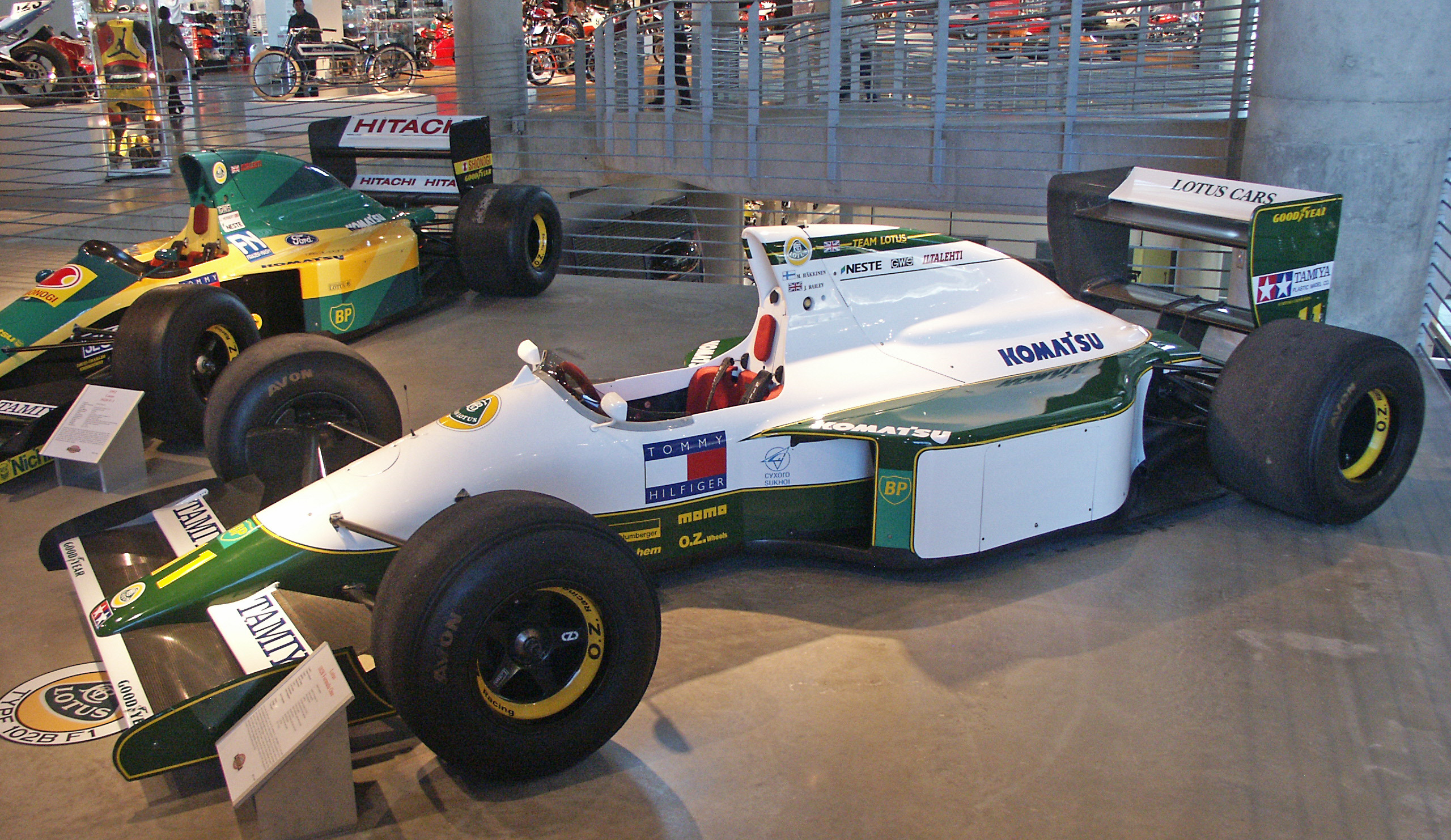
La Lotus 102B en exposition.

En 1991, Lotus engage la 102B, conçue par Enrique Scalabroni et Frank Coppuck à partir du châssis de la saison précédente conçu par Frank Dernie et Mike Coughlan. Si plus de huit cents nouveaux éléments sont incorporés, la nouvelle monoplace reste très semblable à la 102. La modification la plus importante est le remplacement du lourd et peu fiable moteur Lamborghini 3512 à 12 cylindres en V par un moteur Judd V8.
Le Finlandais Mika Häkkinen et le Britannique Julian Bailey remplacent Derek Warwick et Martin Donnelly. Après deux non-qualifications en début de saison, à Imola, Bailey se qualifie en vingt-sixième position et pointe en sixième position au quatorzième tour lorsque le moteur Judd de sa Lotus commence à avoir des ratés. L'abandon de Eric van de Poele lui permet néanmoins de se classer sixième et d'inscrire le premier point de la saison pour son écurie.
Quinze jours plus tard, à Monaco, Bailey ne parvient pas à se qualifier et Lotus appelle Johnny Herbert, qui court également en Formule 3000 pour le remplacer, Bailey devenant pilote de réserve. Bailey ne pilotera plus jamais en Formule 1. En effet l'écurie choisit, lorsque Herbert est engagé en Formule 3000, d'aligner l'Allemand Michael Bartels, qui ne parviendra jamais à se qualifier pour un Grand Prix (quatre non qualifications).
Le meilleur pilote de la 102B est le novice Mika Häkkinen qui, lors de sa première course, se classe treizième sur la grille de départ. À Imola, alors qu'il part de la vingt-cinquième place, il profite de quelques abandons et réussit quelques dépassements pour marquer ses premiers points en se classant cinquième devant son coéquipier Bailey. Si Häkkinen n'inscrit plus aucun point après cette course (ni aucun autre pilote Lotus), il parvient toutefois à se qualifier pour tous les Grands Prix de la saison.
À la fin de la saison, Team Lotus égalise le score de trois points de la saison précédente et se classe à la neuvième place du championnat des constructeurs. Mika Häkkinen est seizième du championnat du monde des pilotes avec deux points, tandis que Julian Bailey est vingt-troisième avec un point marqué.

## Lotus 102C
Pour 1992, Lotus envisage d'engager une nouvelle évolution de la 102 dotée d'un moteur Isuzu V12, mais cette version 102C ne sera jamais produite. Faute d'importants moyens financiers, la conception de la Lotus 107 est repoussée également et Lotus s'engage finalement avec une ultime évolution de la 102, le modèle 102D, qui est motorisé par un bloc Ford-Cosworth.

## Engagement auTrofeo Indoor di Formula 1
Les 7 et 8 décembre 1991, Lotus participe pour la première fois au Trofeo Indoor di Formula 1, une épreuve d'exhibition organisée en marge du Motor Show de Bologne, une exposition internationale reconnue par l'Organisation internationale des constructeurs automobiles qui se tient dans les salons de la foire de Bologne. Bien que l'épreuve soit baptisée indoor, la piste, d'une longueur de 1 300 mètres, est située à l'extérieur des locaux de l'exposition. Pour cette quatrième édition, Lotus affronte les écuries Fondmetal et Andrea Moda Formula, dont c'est la première participation à cette compétition, et Minardi et la Scuderia Italia, des habituées de l'épreuve.
La Scuderia Minardi engage deux monoplaces : une M191, confiée à son pilote titulaire, Gianni Morbidelli, et une M190, confiée au pilote d'essais Marco Apicella. Fondmetal engage une FA1M-E à Gabriele Tarquini, un ancien de l'écurie italienne ; Andrea Moda Formula confie une Coloni C4 à Antonio Tamburini, pilote en Formule 3000, et la Scuderia Italia dispute le trophée avec une Dallara 191, pilotée par Jyrki Järvilehto. Lotus, qui est la première écurie non italienne de l'histoire à participer au Trofeo Indoor di Formula 1, engage une Lotus 102B, confiée à son titulaire, Johnny Herbert.
Pour les quarts de finale, Herbert affronte Gabriele Tarquini, face à qui il perd. Meilleur deuxième des quarts de finale, il est repêché et est confronté à Antonio Tamburini en demi-finales, face à qui il gagne. Le Britannique est ensuite opposé à nouveau à Tarquini en finale. Malgré une monoplace moins performante, le pilote Fondmetal remporte le trophée.

## Résultats en championnat du monde de Formule 1
| Saison | Écurie     | Moteur     | Pneus    | Pilotes         | Courses | Courses | Courses | Courses | Courses | Courses | Courses | Courses | Courses | Courses | Courses | Courses | Courses | Courses | Courses | Courses | Points inscrits | Classement |
| Saison | Écurie     | Moteur     | Pneus    | Pilotes         | 1       | 2       | 3       | 4       | 5       | 6       | 7       | 8       | 9       | 10      | 11      | 12      | 13      | 14      | 15      | 16      | Points inscrits | Classement |
| ------ | ---------- | ---------- | -------- | --------------- | ------- | ------- | ------- | ------- | ------- | ------- | ------- | ------- | ------- | ------- | ------- | ------- | ------- | ------- | ------- | ------- | --------------- | ---------- |
| 1991   | Team Lotus | Judd EV V8 | Goodyear |                 | USA     | BRÉ     | SMR     | MON     | CAN     | MEX     | FRA     | GBR     | ALL     | HON     | BEL     | ITA     | POR     | ESP     | JAP     | AUS     | 3               | 9e         |
| 1991   | Team Lotus | Judd EV V8 | Goodyear | Mika Häkkinen   | 13e     | 9e      | 5e      | Abd     | Abd     | 9e      | Nq      | 12e     | Abd     | 14e     | Abd     | 14e     | 14e     | Abd     | Abd     | 19e     | 3               | 9e         |
| 1991   | Team Lotus | Judd EV V8 | Goodyear | Julian Bailey   | Nq      | Nq      | 6e      | Nq      |         |         |         |         |         |         |         |         |         |         |         |         | 3               | 9e         |
| 1991   | Team Lotus | Judd EV V8 | Goodyear | Johnny Herbert  |         |         |         |         | Nq      | 10e     | 10e     | 14e     |         |         | 7e      |         | Abd     |         | Abd     | 11e     | 3               | 9e         |
| 1991   | Team Lotus | Judd EV V8 | Goodyear | Michael Bartels |         |         |         |         |         |         |         |         | Nq      | Nq      |         | Nq      |         | Nq      |         |         | 3               | 9e         |

Légende : ici 

## Résultats duTrofeo Indoor di Formula 1
|  | Quarts de finale   | Quarts de finale  | Quarts de finale |                   |                    | Demi-finales      | Demi-finales | Demi-finales |  |           | Finale            | Finale | Finale    | Finale |
|  |                    |                   |                  |                   |                    |                   |              |              |  |           |                   |        |           |        |
|  | Team Lotus         | Johnny Herbert    | repéché          |                   |                    |                   |              |              |  |           |                   |        |           |        |
|  | Fondmetal          | Gabriele Tarquini | vainqueur        |                   |                    |                   |              |              |  |           |                   |        |           |        |
|  | Fondmetal          | Gabriele Tarquini | vainqueur        |                   | Fondmetal          | Gabriele Tarquini | vainqueur    |              |  |           |                   |        |           |        |
|  |                    |                   |                  |                   | Fondmetal          | Gabriele Tarquini | vainqueur    |              |  |           |                   |        |           |        |
|  |                    | Scuderia Italia   | Jyrki Järvilehto | éliminé           |                    |                   |              |              |  |           |                   |        |           |        |
|  | Scuderia Italia    | Scuderia Italia   | Jyrki Järvilehto | éliminé           | Jyrki Järvilehto   | vainqueur         |              |              |  |           |                   |        |           |        |
|  | Scuderia Italia    |                   |                  |                   | Jyrki Järvilehto   | vainqueur         |              |              |  |           |                   |        |           |        |
|  | Scuderia Minardi   | Marco Apicella    | éliminé          |                   |                    |                   |              |              |  |           |                   |        |           |        |
|  | Scuderia Minardi   | Marco Apicella    | éliminé          |                   |                    |                   |              |              |  | Fondmetal | Gabriele Tarquini |        | vainqueur |        |
|  |                    |                   |                  |                   |                    |                   |              |              |  | Fondmetal | Gabriele Tarquini |        | vainqueur |        |
|  |                    | Team Lotus        | Johnny Herbert   |                   | finaliste          |                   |              |              |  |           |                   |        |           |        |
|  | Scuderia Minardi   | Team Lotus        | Johnny Herbert   | Gianni Morbidelli | finaliste          | éliminé           |              |              |  |           |                   |        |           |        |
|  | Scuderia Minardi   |                   |                  | Gianni Morbidelli |                    | éliminé           |              |              |  |           |                   |        |           |        |
|  | Coloni-Andrea Moda | Antonio Tamburini | vainqueur        |                   |                    |                   |              |              |  |           |                   |        |           |        |
|  | Coloni-Andrea Moda | Antonio Tamburini | vainqueur        |                   | Coloni-Andrea Moda | Antonio Tamburini | éliminé      |              |  |           |                   |        |           |        |
|  |                    |                   |                  |                   | Coloni-Andrea Moda | Antonio Tamburini | éliminé      |              |  |           |                   |        |           |        |
|  |                    |                   | Team Lotus       | Johnny Herbert    | vainqueur          |                   |              |              |  |           |                   |        |           |        |
|  |                    |                   |                  | Johnny Herbert    | vainqueur          |                   |              |              |  |           |                   |        |           |        |
|  |                    |                   |                  |                   |                    |                   |              |              |  |           |                   |        |           |        |
|  |                    |                   |                  |                   |                    |                   |              |              |  |           |                   |        |           |        |